# Извольский, Пётр Петрович
Пётр Петрович Извольский (14 февраля 1863, Екатеринослав — 9 декабря 1928, Ле-Везине, Франция) — русский государственный деятель, действительный статский советник (01.01.1905), гофмейстер Двора Его Императорского Величества (01.01.1912). Обер-прокурор Святейшего синода (1906—1909). После революции эмигрировал и был рукоположён в сан священника.

## Семья
Выходец из дворянского рода.
- Отец — Пётр Александрович Извольский (1816—1888), действительный статский советник, курский и екатеринославский губернатор.
- Мать — Евдокия Григорьевна, урождённая Гежелинская (1832—1907), внучка князя В. М. Яшвиля.
- Брат — Александр Петрович (1856—1919), министр иностранных дел России (1906—1910).
- Жена — Мария Сергеевна, урождённая княжна Голицына (1866—1929), дочь отставного полковника гвардии, действительного статского советника Сергея Михайловича Голицына.
- Дочь — Мария, в замужестве Арсеньева (1887—?).
- Сын — Сергей (1890—1955). Окончил Александровский лицей.
- Сын — Пётр (1895—1968 Нью-Йорк, США). Окончил Александровский лицей. Похоронен Ново-Дивеево, НЙ.
- Дочь — Ольга, в замужестве Рогович (1897—?).

## Образование
Окончил историко-филологический факультет Санкт-Петербургского университета (1886), был стипендиатом в университете Пизы (Италия). В 1887 году получил степень кандидата Санкт-Петербургского университета (диссертация посвящена святому Франциску Ассизскому).

## Служба
- С 1886 находился на службе в департаменте внутренних сношений Министерства иностранных дел (МИД).
- С 1887 — коллежский секретарь, был переведён на службу в Министерство внутренних дел (МВД).
- С 1888 — и. д. чиновника особых поручений VII класса при главноначальствующем гражданской частью на Кавказе.
- С 1890 — титулярный советник.
- С 1891 служил в Министерстве народного просвещения (МНП), член от министерства в Новосильском уездном училищном совете, и. д. чиновника особых поручений VI класса при министре народного просвещения.
- С 1893 — коллежский асессор.
- В 1893 был командирован для инспекции палестинских и сирийских школ Императорского Православного Палестинского общества. Результаты инспекции были изданы отдельной книгой.
- С 1894 — и. д. инспектора Киевского учебного округа.
- С 1895 — в придворном звании камер-юнкера.
- С 1896 — надворный советник.
- С 1896 — инспектор Киевского учебного округа.
- С 1899 — помощник попечителя Киевского учебного округа.
- С 1900 — коллежский советник.
- С 1901 — в придворном звании камергера.
- С 1902 — попечитель Рижского учебного округа[1]
- С 1903 — статский советник.
- С 1904 — попечитель Санкт-Петербургского учебного округа[1]
- С 1905 — действительный статский советник.
- С 19 ноября 1905 — товарищ министра народного просвещения.
- С 27 июля 1906 — обер-прокурор Святейшего синода.
- С 1907 — в придворном звании «в должности гофмейстера».
- С 5 февраля 1909 — член Государственного совета, принадлежал к умеренно-либеральной Группе центра. Был председателем и докладчиком комиссии по школьному законодательству.
- С 1912 — гофмейстер.

В 1892—1893 руководил отделением Российского общества Красного Креста в Тульской губернии, занимался организацией продовольственной помощи голодавшему населению. Почётный гражданин города Новосиль Тульской губернии (1907); за помощь бедным во время эпидемии холеры и за участие в создании ремесленной школы). В качестве попечителя Санкт-Петербургского учебного округа способствовал сближению школы с семьёй и организации родительских совещаний.
Его кандидатуру на пост обер-прокурора Святейшего Синода в 1906 предложил брат, Александр Извольский, бывший тогда министром иностранных дел. По словам С. Ю. Витте, Пётр Извольский, «человек очень порядочный», в то же время «никогда никакого отношения к церковному управлению не имел и по натуре недостаточно широк для поста Министра». Будучи обер-прокурором, Извольский проявил себя сторонником самостоятельности церкви. По мнению профессора С. Л. Фирсова, он сумел добиться расположения у членов Синода, предложения которых почти всегда получали его поддержку. В то же время он не имел чёткой позиции относительно перспектив церковно-государственных отношений.
Отставку Извольского с поста обер-прокурора кадетская газета «Речь» (номер от 6 февраля 1909) связывала с его защитой автономии духовных школ, которая встретила неприятие со стороны консервативной части епископата. В то же время С. Л. Фирсов обращал внимание на недовольство председателя Совета министров П. А. Столыпина отсутствием у Извольского достаточной инициативы.

## Эмигрант и священник
Во время гражданской войны жил на даче в Ялте, откуда в октябре 1920 эмигрировал с семьёй в Константинополь, затем переехал в Париж, где был членом приходского совета церкви святого Александра Невского.
19 декабря 1921 года митрополитом Евлогием (Георгиевским) был рукоположён в сан диакона, а 15 февраля 1922 года — в сан священника.
18 февраля 1922 года назначен настоятелем Никольского храма в Брюсселе. 30 августа 1923 года был образован Бельгийско-Голландский благочиннический округ во главе с протоиереем Петром Извольским, настоятелем Никольского храма. Его усилиями в 1924 году при храме была организована приходская школа для детей эмигрантов, в которой преподавали Закон Божий, русскую историю и русский язык.
В 1923—1927 — член епархиального совета при митрополите Евлогии. Был членом правления Комитета помощи русским инвалидам, основателем и руководителем просветительно-благотворительного Николо-Иоанновского кружка, редактором еженедельника La Semaine religieuse («Церковная неделя»). Член Лицейского бюро в эмиграции.
В 1928 в связи с тяжёлой болезнью вышел за штат, переехал во Францию (под Париж) и вскоре скончался. Похоронен на кладбище Сент-Женевьев-де-Буа.

По словам митрополита Евлогия (Георгиевского), 

О. Пётр Извольский, первый назначенный мною в Брюссель настоятель, был замечательным, образцовым священником. В нём сочетались смирение и кротость, столь трогательные в бывшем важном сановнике, со стойкостью, с умением стать авторитетом в глазах прихожан. К своему служению он относился с ревностью неофита, вложил в него все свои дарования. Прихожане его единодушно почитали, а для меня о. Пётр был утешением. Очень к нему был расположен знаменитый кардинал Мерсье. Когда возник раскол с «карловцами», о. Пётр удержал большую часть прихода. Его стараниями при церкви была устроена школа для детей. К сожалению, о. Петр заболел неизлечимой болезнью (саркома) и долго угасал.

отец Пётр был искренним благоговейным пастырем. Пришедший к священству на шестом десятке, он был ещё полон того светского воспитания, которое ничуть не обременяло его любви к Церкви и не отягощало «семинарским» (если будет мне позволено так сказать) стилем… Я немало интересного узнал от него о старой России и церковной жизни. Он отечески ко мне относился. Его разбавленная светскостью церковность легко меня достигала, впрочем, не чрез «светскую» сословность, а чрез отсутствие «духовной сословности». Отец Пётр был покаянный человек. Он чувствовал и свою ответственность за то, что свершилось в России. С сокрушением покаянным («не ценили мы, не ценили, что имели…») он говорил мне о том, как он учился в Италии в университете города Пизы и защищал там диссертацию о Франциске Ассизском. «И (восклицал он с горечью) я не знал тогда, что в это же время и недалеко от нашего имения в России жил Амвросий Оптинский».

## Награды
- Орден Святого Станислава 3-й степени (29.06.1889);
- Орден Святой Анны 3-й степени (01.01.1898);
- Орден Святого Станислава 2-й степени (01.01.1901);
- Орден Святой Анны 1-й степени (01.01.1907);
- Орден Святого Владимира 2-й степени (01.01.1914);
- Орден Белого орла (01.01.1917).

## Труды
- Учебные заведения Императорского Православного палестинского общества в апреле и мае 1893. СПб, 1894 (2-е издание — СПб, 1896).
- К вопросу о соединении Церквей. Мюнхен, 1922.